# Erdoğan Arıca
Erdoğan Arıca (* 24. Juli 1954 in Fatsa, Ordu; † 10. April 2012 in Istanbul) war ein türkischer Fußballspieler, -trainer und Sportmanager. Zuletzt war er Geschäftsführer von Çaykur Rizespor. Er war der Neffe des Schauspielers Kadir İnanır und der ältere Bruder des Pop-Sängers Soner Arıca.

## Karriere
Arıca spielte in den Jahren 1972–1974 für Malatyaspor, wechselte dann zu dem damaligen Zweitligisten Orduspor, wo er bis 1977 blieb. Danach spielte er bis 1981 für Galatasaray SK. Anschließend wechselte er zu dem ebenso erfolgreichen Fenerbahçe SK,  wo er an Diyarbakırspor ausgeliehen wurde. Zuletzt spielte er beim Sarıyer GK bis 1990 als Verteidiger. 1990 beschloss er, aktiv mit dem Fußball aufzuhören, und wurde Fußballmanager und Coach.

## Tod
Im April 2012 erlag Arıca einem Krebsleiden. Etwa ein Jahr zuvor war bei ihm Lungenkrebs diagnostiziert worden.

## Erfolge
- 1983: Türkischer Fußballpokal mit Fenerbahçe Istanbul
- 1983: Türkischer Fußballmeister mit Fenerbahçe Istanbul
- 1985: Türkischer Fußballmeister mit Fenerbahçe Istanbul